# Китамура, Сиро
Сиро Китамура (яп. 北村 四郎 Китамура Сиро:, 1906—2002) — японский ботаник, исследователь флоры Восточной Азии. Внёс большой вклад в изучение семейства Астровые, или Сложноцветные (Asteraceae).

## Краткая биография
Сиро Китамура родился в центральной Японии — в городе Оцу префектуры Сига.
Высшее образование получил в университете города Киото, который закончил в 1931 году. В этом же университете он учился в аспирантуре под руководством профессора Гэнъити Коидзуми.
Область научных интересов — семенные растения.
Участвовал в экспедициях:
- 1932 — Тайвань
- 1949 — Сикоку
- 1953 — Гималаи, Гиндукуш, северный Афганистан
- 1988 — Китай (Юньнань)

Жена Сиро Китамуры (с 1936 г.) — Мити Накамура (Michi Nakamura); у них было трое сыновей и две дочери.

## Таксоны, названные в честь Китамуры
В честь Сиро Китамуры названы:
- Roodebergia kitamurana B.Nord.
- Calorhabdos kitamurae Ohwi [syn. Veronicastrum kitamurae (Ohwi) T.Yamaz.]
- Epimedium diphyllum (Yamanaka) K.Suzuki